# Werkraum Bregenzerwald

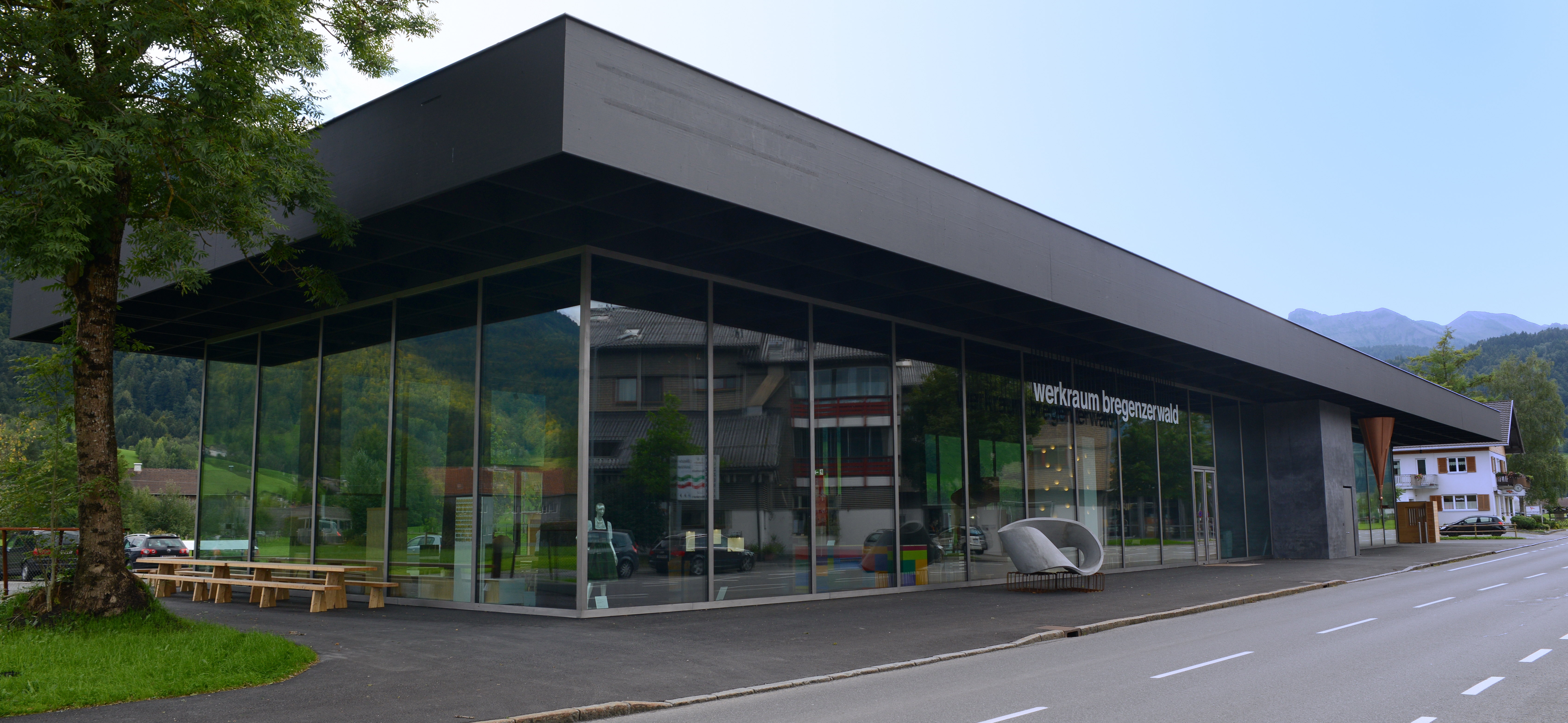
Außenansicht des Werkraum Bregenzerwald

Der Werkraum Bregenzerwald wurde 1999 zur Förderung von Handwerk und Baukultur im Bregenzerwald gegründet und ist organisiert in einem Verein mit einer Geschäftsstelle in Andelsbuch, Vorarlberg (Österreich).
Kern des Vereins ist das kooperative Miteinander. Aktuell zählt der Werkraum rund 100 Mitglieder – eine innovative Plattform des zeitgenössischen Handwerks.

## Vereinsziele
Gemeinsam fördern die Mitglieder, was sie seit vielen Jahren auszeichnet: die Verbindung von Produkt-, Arbeits- und Lebensqualität. Zuverlässigkeit, solide Verarbeitung und gute Gestaltung haben zur Folge, dass das Handwerk und das Gewerbe im Bregenzerwald die größten Arbeitgeber sind. Nirgendwo in Europa gibt es eine vergleichbare Dichte an Handwerksbetrieben.
Die Ziele des Vereins sind die umfassende Präsentation und Vermittlung der Leistungen seiner Mitglieder, die Förderung von Handwerk und Baukultur, sowie das Arbeiten in Kooperationen. Die Begegnung mit Gestaltern aus den Bereichen Architektur, Design und Kunst geschieht auf Augenhöhe. Mit dem Gestaltungswettbewerb „Handwerk+Form“ wurde dafür in zwei Jahrzehnten ein einzigartiges Instrument geschaffen.
Der Verein wirkt nach außen mit Ausstellungen, Wettbewerben und Vorträgen, nach innen mit Entwicklungsarbeit und Nachwuchspflege.

## Mitglieder
Nach Branchen verteilt, liegt der Anteil der holzverarbeitenden Branchen bei gut 40 Prozent der Mitgliedsbetriebe. Knapp 60 Prozent der Mitglieder kommen aus dem Baugewerbe und Bauhandwerk, sind Sanitär- und Elektrounternehmen oder verarbeiten Glas, Metall, Textil, Leder und Stein. Garten- und Landschaftsbau, Goldschmiede, Lebensmittelhandwerk, Grafikdesign und andere Dienstleistungsunternehmen runden das breite berufliche Spektrum im Handwerk ab. Die Mitglieder sind mittelständische, in der Regel familiengeführte Unternehmen, manche mit einer reichen Tradition.

## Architektur
Der Schweizer Architekt Peter Zumthor erhielt 2008 den Planungsauftrag für einen Versammlungsort und für ein Schaufenster zur Handwerkskultur des Werkraum Bregenzerwald. Ausgeführt wurde das Gebäude von den Werkraum-Mitgliedern und zwischen 2012 und 2013. Die Handwerker aus dem Bregenzerwald hatte Peter Zumthor beim Bau des Kunsthauses Bregenz (1990–1996) kennengelernt. Seither arbeitet er eng mit Betrieben der Talschaft zusammen. 2006 war er Juryvorsitzender von Handwerk+Form.
Der visionäre Entwurf des Werkraum Hauses beruht auf zwei Grundgedanken: Einerseits dient er als Versammlungsort und andererseits als große Vitrine, als Schaufenster zur Handwerkskultur im Bregenzerwald. Ausgedrückt wird dies durch ein weit ausladendes Dach aus Holz und eine Fassade aus Glas. Die Trennung zwischen Innen und Außen ist aufgehoben, die Landschaft scheint durch das Haus hindurchzufließen. Das Gebäude wurde von den Werkraum-Handwerkern gebaut und ist eine Bühne für das Handwerk mit vielfältigen Nutzungsmöglichkeiten. Die offene und flexibel bespielbare Halle bietet auf 700 Quadratmetern ausreichend Platz für Ausstellungen und Veranstaltungen.

### Objektbeteiligte
- Quelle:[1]
- Architekt: Peter Zumthor
- Bauleitung: Wolfgang Elmenreich
- Bauingenieure: merz kley partner

### Auszeichnungen und Preise
- 2010/2011: Österreichischer Bau-Preis in der Kategorie Organisationen und Netzwerke[2]
- 2013: BTV Bauherrenpreis[3]
- 2013: Bayrischer Staatspreis für besondere gestalterische und technische Spitzenleistungen im Handwerk[4]
- 2014: Österreichischer Bauherrenpreis[5]

## Ausstellungen
Ausstellungen (Rückblick)
- Please touch! Handwerk erleben. 09. Dezember 2023 – 4. Januar 2025
- Architekturmodelle aus dem Atelier Peter Zumthor 18. März – 16. September 2023

- Luog!-Junges Handwerk aus dem Wald. 08. Oktober 2022 – 14. Januar 2023

- Handwerk der Zeit. 26. März – 24. September 2022.[6]
- Constructive Alps. Bauen für das Klima. 20. November 2021 – 26. Februar 2022.
- Vom Schaufenster zum Wissensfenster. 27. Februar – 30. Oktober 2021.
- MADE IN. 2. Oktober 2020 – 23. Jänner 2021.
- Generation Köln trifft Werkraum Bregenzerwald. 4. Juni – 26. September 2020.
- Gastgeben. Räume für das Willkommensein. 22. Juni 2019 – 31. März 2020.
- Dialogwerkstatt. 17. November 2018 – 11. Juni 2019.
- Alphabet des Lebens. 23. Juni – 06. Oktober 2018.
- Licht. 21. Oktober 2017 – 26. Mai 2018.
- Archiv der Formen. 1. Juli – 7. Oktober 2017.
- holzmodulbau. 6. Februar – 28. Mai 2016.
- handgemacht. 18. Juni – 1. Oktober 2016.
- farb. 15. Oktober 2016 – 27. Mai 2017.
- Ständige Ausstellung im Schaufenster. Präsentation von Möbeln und Objekten aus Bregenzerwälder Meisterwerkstätten.[7]
- küchen – kochen – handwerk. 19. Juni – 3. Oktober 2015.[8]
- no name design. Eine Hommage und zugleich Eldorado für Liebhaber von Fundstücken, die weder blenden noch verführen wollen, sondern einfach da sind. Sammlung: Franco Clivio, kuratiert von Hans Hansen und Franco Clivio. 30. Jänner – 2. Mai 2015.[9]
- Getting Things Done: Evolution of the Built Environment in Vorarlberg. Wanderausstellung. 13. September – 11. Oktober 2014.[10]
- woodloop. 25. Jänner – 26. April 2014.[11]
- EXEMPLA. IHM, München. Handwerk bewegt. Sonderschau, 6. – 12. März 2013.[12]
- Salone Mobile, Mailand, Ausstellung Austrian Design. 17. – 22. April 2012.[13]
- Salone Mobile, Mailand, Zona Tortona, Ausstellung Surprising Ingenuity, Austrian Design@Milano 2010, 14. – 19. April 2010.[14]
- Werkraum Bregenzerwald – Design trifft Handwerk. designforumMQ, MuseumsQuartier Wien, 24. März – 24. April 2009.[15]
- möbel für alle: Design Initiative Werkraum Bregenzerwald. Ausstellungszentrum im Ringturm (Ausstellungszentrum der Wiener Städtischen Allgemeinen). Wien, 17. April – 28. Juni 2002,[16] dann internationale Wander-Ausstellung (Paris, München und Saint-Étienne).

## Handwerk+Form
Handwerk+Form ist einer der bedeutendsten Gestaltungswettbewerbe im Handwerk und ist ein wichtiger Impulsgeber für die regionale Handwerkskultur im Austausch mit Gestaltern aus dem In- und Ausland. Im Vordergrund steht die Vielseitigkeit und Innovationskraft in allen Bereichen des Handwerks, von der Lebensmittelerzeugung über die Möbel- und Baubranche bis hin zu Dienstleistern.
1991 wurde Handwerk+Form mit dem Ausstellungsrundgang auf Anregung des Handwerkervereins Andelsbuch in Zusammenarbeit mit dem Grafikdesigner Harry Metzler gegründet. Seit dem Jahr 2000 schreibt der Werkraum Bregenzerwald den Wettbewerb alle drei Jahre aus.

## Werkraumdepot
Als permanente Studiensammlung im Werkraumhaus bietet das im Untergeschoß eingerichtete Werkraumdepot Einblicke in das zeitgenössische Handwerk und Design aus der Region. Namensgebend war der erste, von 2004 bis 2013 betriebene Schauraum des Werkraum Bregenzerwald. Schon damals wurden im werkraum depot in Schwarzenberg, einem wichtigen Vorläufer des Zumthor Baus in Andelsbuch als Ausstellungs- und Vermittlungsort, auch Ankäufe des vorarlberg museum gezeigt. Die jetzige Neuaufstellung wurde mit Mitteln der Freunde des Werkraum Bregenzerwald ermöglicht und kann im Rahmen einer Führung, auf Anfrage besichtigt werden.

## Werkraumschule
Die Werkraumschule Bregenzerwald ist ein Ausbildungspilot zur Berufsorientierung im Handwerk und Gewerbe. Das 2016 gestartete Kooperationsprojekt von Werkraum Bregenzerwald und den Bezauer Wirtschaftsschulen (BWS) umfasst fünf Ausbildungsjahre und dient der kaufmännischen und dualen handwerklichen Berufsausbildung. Gelernt wird in der BWS, den Handwerksbetrieben in der Region und temporär in der Lernwerkstatt im Werkraum Bregenzerwald.
Über fünf Jahre hinweg bildet die Werkraumschule den nahtlosen Übergang zwischen mittlerer Schule und Lehrausbildung mit Hilfe von Coaching, handwerklichem Unterricht, Projektarbeiten und Praxiserfahrungen in den Betrieben. Eine ausführliche Berufsorientierungsphase und die individuelle Betreuung in den ersten drei Jahren helfen bei der Berufswahl. In integrierter Form werden Allgemeinbildung, kaufmännische wie gestalterische Grundlagen und ein breites handwerkliches Wissen vermittelt.

## Auszeichnungen und Preise
- 2009: Nominierung Staatspreis Design mit dem Projekt „Werkraum Lädolar“, Kategorie Räumliche Gestaltung[17]

## Galerie

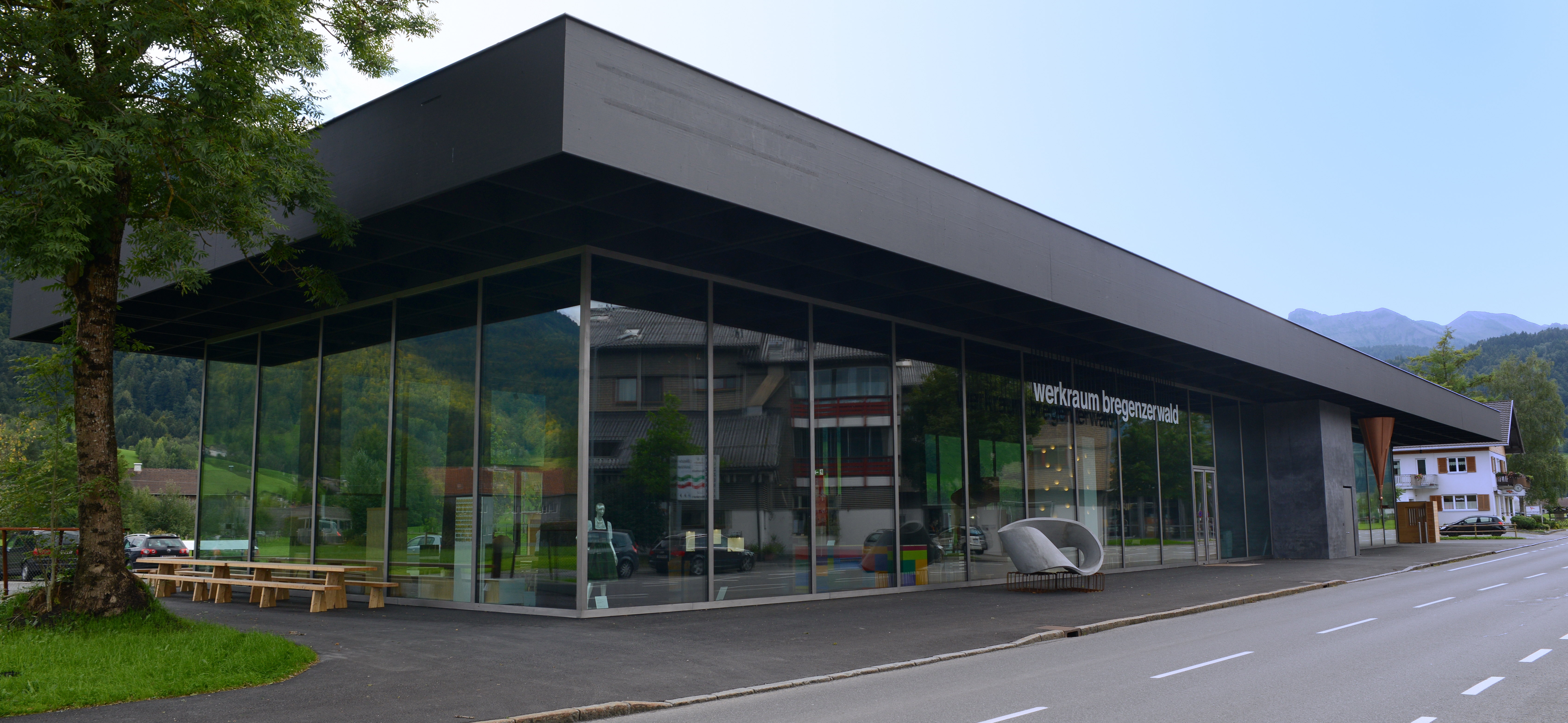
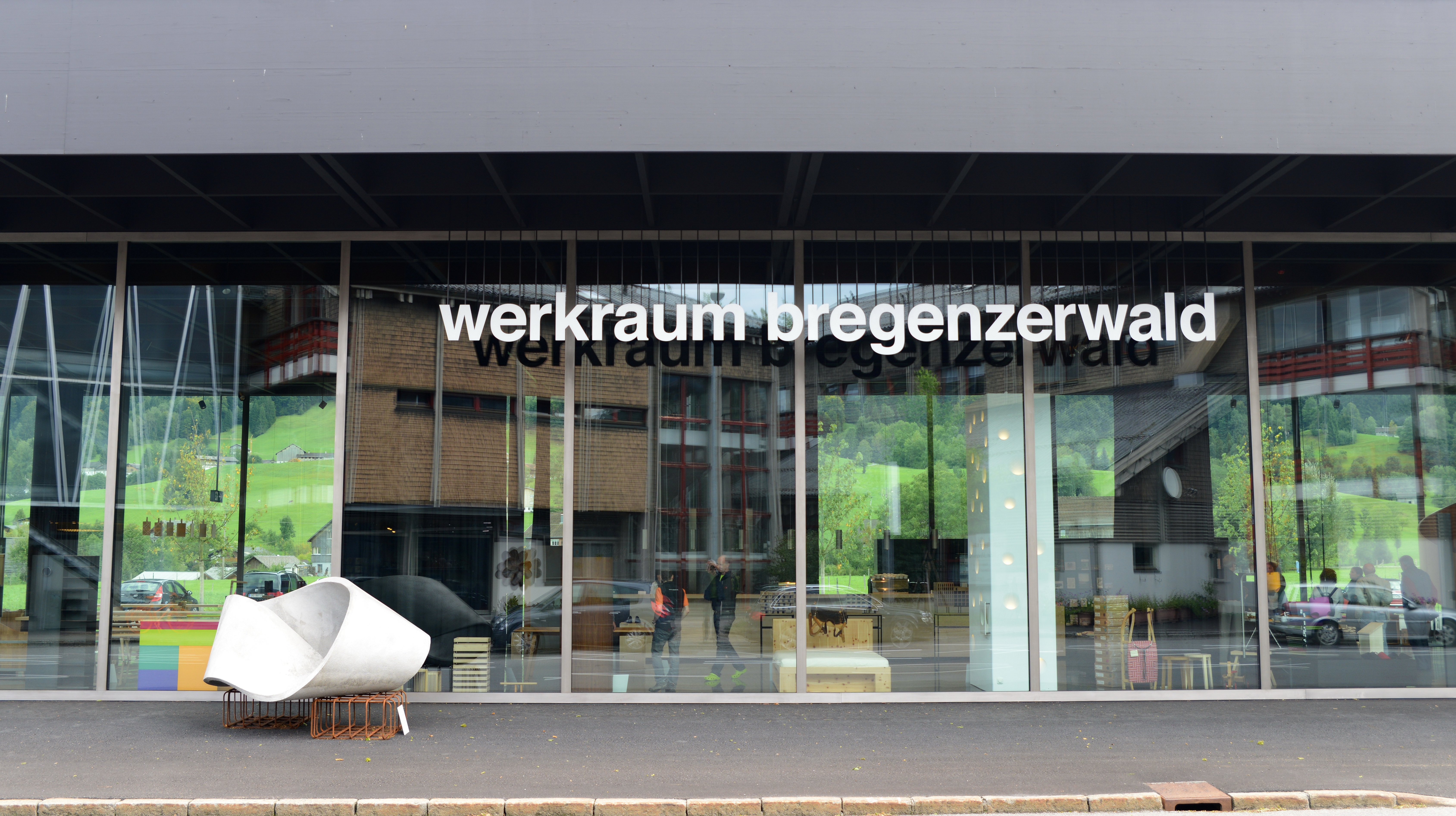
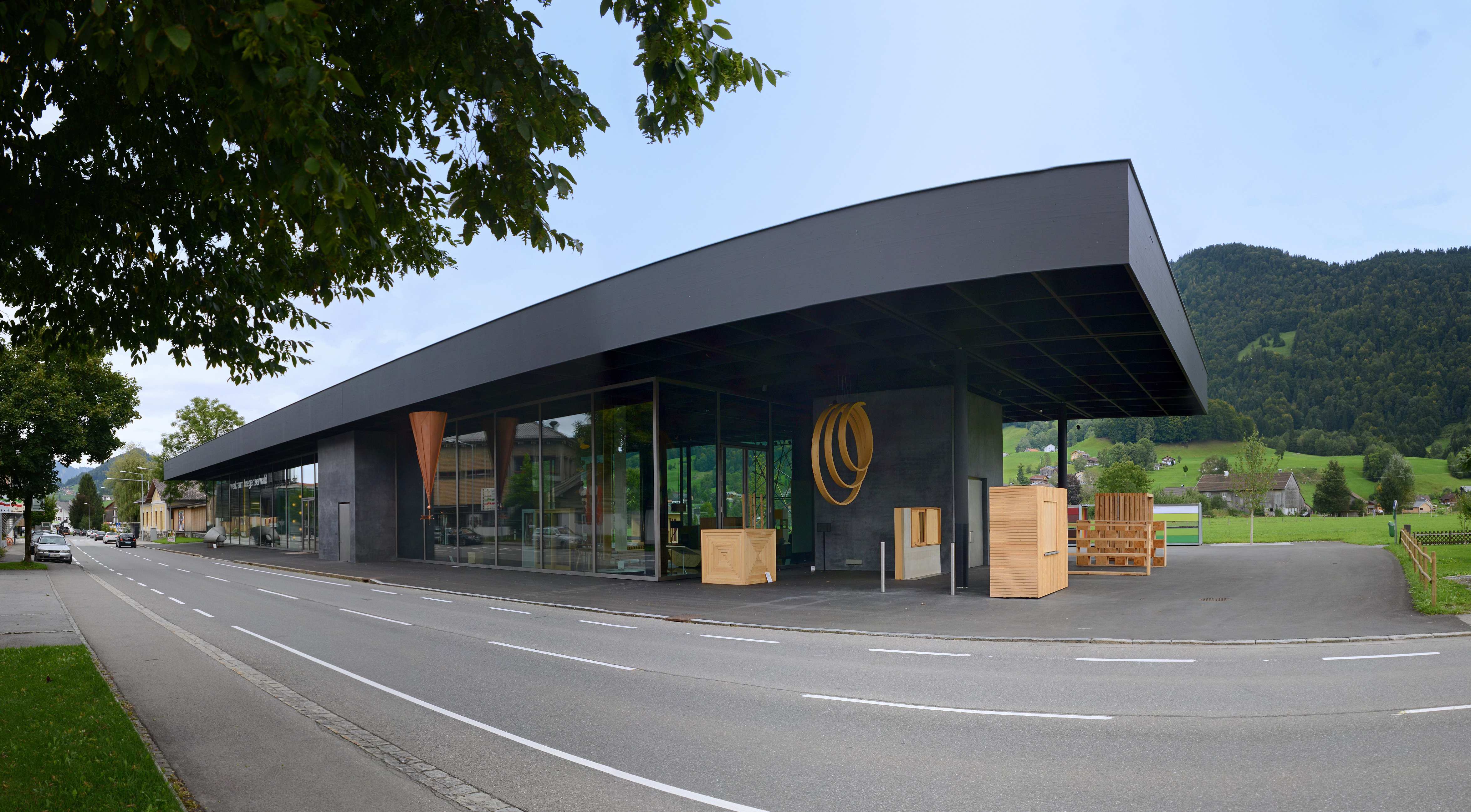

## Medien
- Neues Handwerk. Der Werkraum Bregenzerwald. Karin Guldenschuh, ORF Vorarlberg, Erstausstrahlung Österreich Bild am Sonntag; DVD 2005.
- Lädolar – neue Wege der Berufsvermittlung. Dokumentation, Ingrid Bertel, ORF Vorarlberg, erschienen in: Sendereihe Erlebnis Österreich, DVD 2009.
- WerkRaum – 80 Bregenzerwälder Handwerker bauen ihr Haus mit Peter Zumthor. Anneliese Penzendorfer, Medienzoo Bewegt Bild Kommunikation GmbH, DVD 2013.